# Nirinaharifidy Ramilijaona
Nirinaharifidy Ramilijaona (ur. 26 listopada 1982) – madagaskarska lekkoatletka, sprinterka.
W 1999 wzięła udział w mistrzostwach świata juniorów młodszych, na których wystartowała na 100 m ppł. Odpadła w eliminacjach zajmując ostatnią, 6. pozycję w swoim biegu eliminacyjnym z czasem 22,63 s.
W 2003 została mistrzynią kraju na 100 m z czasem 11,97 s. W 2004 powtórzyła osiągnięcie, wygrywając także na dwukrotnie dłuższym dystansie. Na 100 m jej czas wyniósł 12,05 s, a na 200 m – 24,7 s. W 2005 z czasem 24,67 została mistrzynią Madagaskaru na 200 m.
W 2007 wygrała igrzyska wysp Oceanu Indyjskiego na dystansie 100 m z czasem 11,82 s. Na tej samej imprezie była 2. na 200 m z czasem 24,4 s.
W 2008 wystąpiła na igrzyskach olimpijskich, na których wystartowała na 100 m. Odpadła w pierwszej rundzie zajmując 5. miejsce w swoim biegu eliminacyjnym z czasem 12,07 s.
Rekordy życiowe:
- 100 m – 11,62 s ( Antananarywa, 17 sierpnia 2007)